# Проспект Машиностроителей (Курган)

Сквер победителей и скульптурная композиция «Ника-победительница»

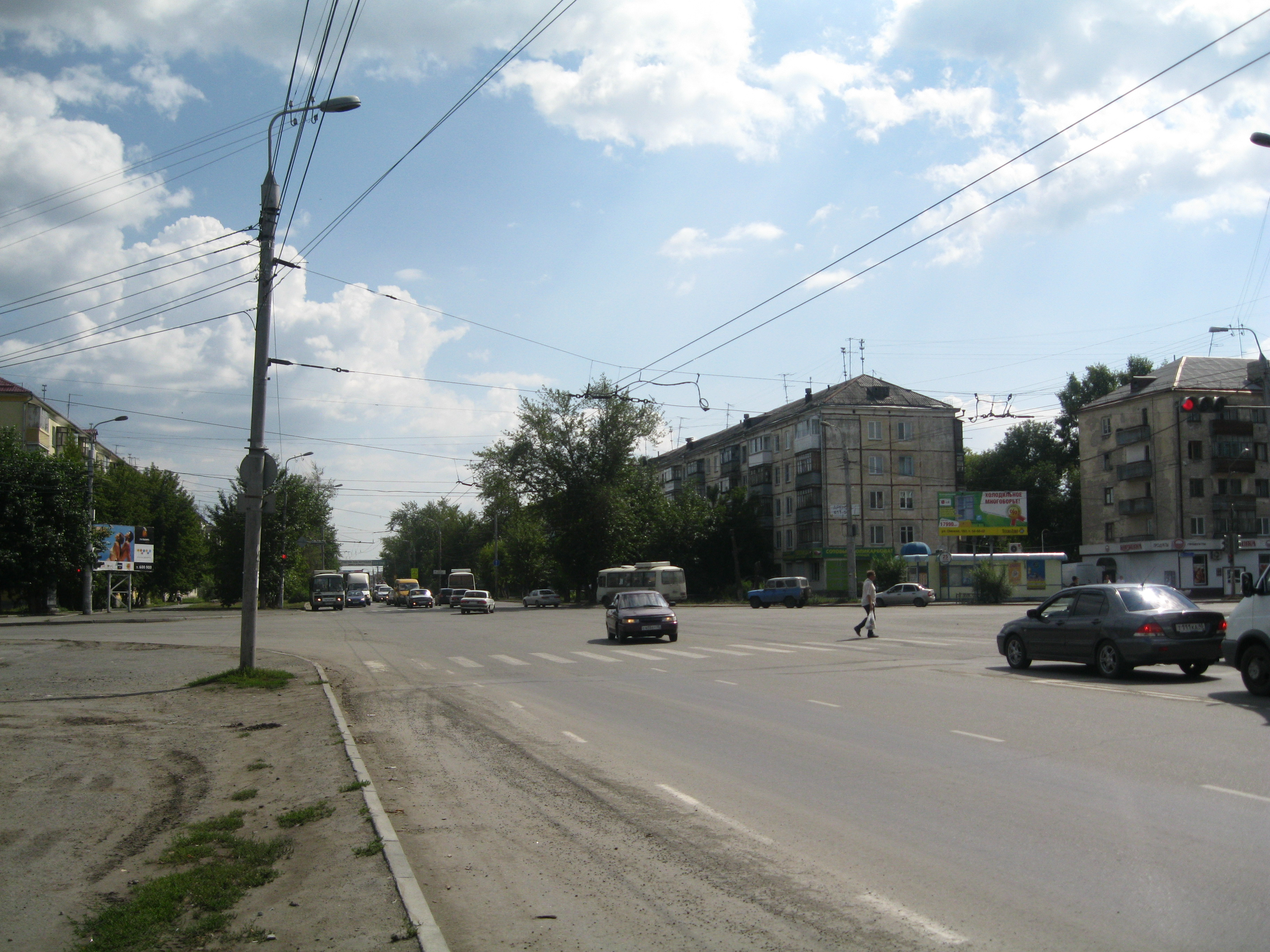
Перекрёсток проспекта с улицей Дзержинского

Проспе́кт Машинострои́телей — одна из основных транспортных магистралей города Кургана, Россия.

## Расположение
Проспект проходит с юго-востока от Некрасовского моста, являясь продолжением улицы Пролетарской, на северо-запад до микрорайона Рябково, переходя в улицу Карбышева. Часть проспекта проходит по мосту ЖБИ.
К юго-востоку от пересечения с ул. Некрасова расположен Сквер победителей. В нём установлена в 1985 году скульптурная композиция «Ника-победительница» (скульптор В.С. Епишев, архитекторы А.С. Якущенко, К.В. Ефремов). По замыслу скульптора В. Епишева памятник должен быть дополнен внизу фигурами воина, рабочего и колхозника. На памятнике прикреплена плита с надписью: «В целях увековечения Победы в Великой Отечественной войне памяти воинов, тружеников тыла, присвоить наименование Сквер Победителей. Решение Курганской городской Думы от 4.06.1997 г.»

## История
25 марта 1964 года Рябковский тракт переименован в проспект Машиностроителей.

### Пересекает улицы
- Улица Омская
- Улица Выгонная
- Улица Некрасова
- Улица Дзержинского
- Улица Химмашевская
- Улица Промышленная
- Проспект Маршала Голикова
- Улица Монтажников

## Транспорт
По проспекту осуществляют пассажирские перевозки автобусы, до 29 апреля 2015 года были и троллейбусы.

### Остановки общественного транспорта
| Название                 | Номера маршрутов автобуса                                                                                  |
| ------------------------ | --- |
| Ул. Некрасова            | 15, 28, 54, 55, 56, 58, 62, 63, 64, 68, 74, 88, 90, 93, 95, 96, 97, 139, 239, 255, 304, 309, 321, 327, 360 |
| Спорткомплекс «Зауралец» | 15, 54, 55, 62, 63, 64, 68, 90, 95, 96, 255, 304, 327                                                      |
| КМЗ                      | 54, 55, 57, 62, 64, 95, 96, 139, 239, 304, 327                                                             |
| ЖБИ                      | 54, 55, 57, 62, 64, 95, 96, 139, 239, 255, 304, 327                                                        |
| Авторынок                | 54, 55, 57, 62, 64, 95, 96, 255, 304, 327                                                                  |
| Ул. Монтажников          | 62, 64, 65, 77, 95, 96, 255, 321, 327                                                                      |